# La Casa Gran (Castelló d'Empúries)
La Casa Gran és un edifici del municipi de Castelló d'Empúries (Alt Empordà) declarat bé cultural d'interès nacional.

## Descripció
Situada en el barri del Puig Salner, dins del recinte de l'antic nucli emmurallat de la vila.
Edifici de planta rectangular exempt, amb carener paral·lel a la façana principal i coberta a dues vessants de teula àrab amb ràfec de dents de serra, format per tres crugies adossades. De l'edifici original només es conserva el cos davanter. Aquest consta de planta baixa i una planta en alçada. Tota la construcció està bastida amb carreus rectangulars ben escairats lligats amb morter de calç. La façana té dividides les dues plantes per una cornisa de pedra senzilla. A la planta baixa es documenta el portal d'arc de mig punt adovellat, que dona accés a l'interior de l'edifici. Damunt seu hi ha un escut força malmés i, a banda i banda, dues finestres rectangulars i allargades. A la primera planta destaquen els amplis finestrals gòtics triforats, bastits amb arcs trilobulats sustentats per columnetes, amb basament i capitells decorats amb motius vegetals. La façana sud té una petita obertura d'arc de mig punt adovellada, al nivell de la primera planta i, damunt seu, una finestra d'obertura quadrada, probablement posterior, quan s'utilitzava aquesta planta com a pallissa.

## Història
Aquest edifici gòtic civil es remunta al s.XIV, com ho testimonien les finestres gòtiques de la façana principal, encara que les primers fons escrites daten de finals de s. XV, on es recull que el propietari Joan Domènec la va vendre l'any 1484 al noble Don Álvaro de Madrigal, un dels capitans de les tropes de Joan II, durant la Guerra Civil Catalana.
Segons l'historiador Pelai Negre, fill de Castelló i fundador de l'Institut d'Estudis Gironins, és possible que en el seu origen la casa fos propietat d'alguna nissaga de la baixa noblesa, molt comunes en el Castelló de l'època.